# Colegio Nacional de EMD Asunción Escalada
El Colegio Nacional de EMD «Asunción Escalada» (llamado comúnmente por las siglas CNAE, y anteriormente conocido como el Colegio Nacional de Niñas) es una tradicional institución educativa secundaria, ubicada en la ciudad de Asunción, República del Paraguay. Fue creada por un decreto el 10 de febrero de 1938, como una de las pocas instituciones educativas de aquella época en encargarse exclusivamente de la educación de niñas.
Mantuvo su distinción de género hasta el año 2004, cuando por una resolución, la ministra de Educación dispuso que el colegio se tornara mixto, como se mantiene hasta hoy.
Actualmente acuden al CNAE más de mil alumnos, de los niveles de educación escolar básica (EEB) y Nivel Medio, contando con tres modalidades de bachilleratos científicos y cuatro de bachilleratos técnicos. 
El colegio dio un gran salto en el año 2008, al habilitar la modalidad de Bachillerato Técnico en Química Industrial, siendo así uno de los cinco únicos centros educativos en impartir esta enseñanza en el Área Metropolitana.  
En 2012 la institución estuvo a cargo de la organización de la feria científica ESI-AMLAT, que atrajo a jóvenes científicos de todo el mundo al Paraguay con el fin de compartir sus conocimientos en varias ramas de la ciencia.

## Historia

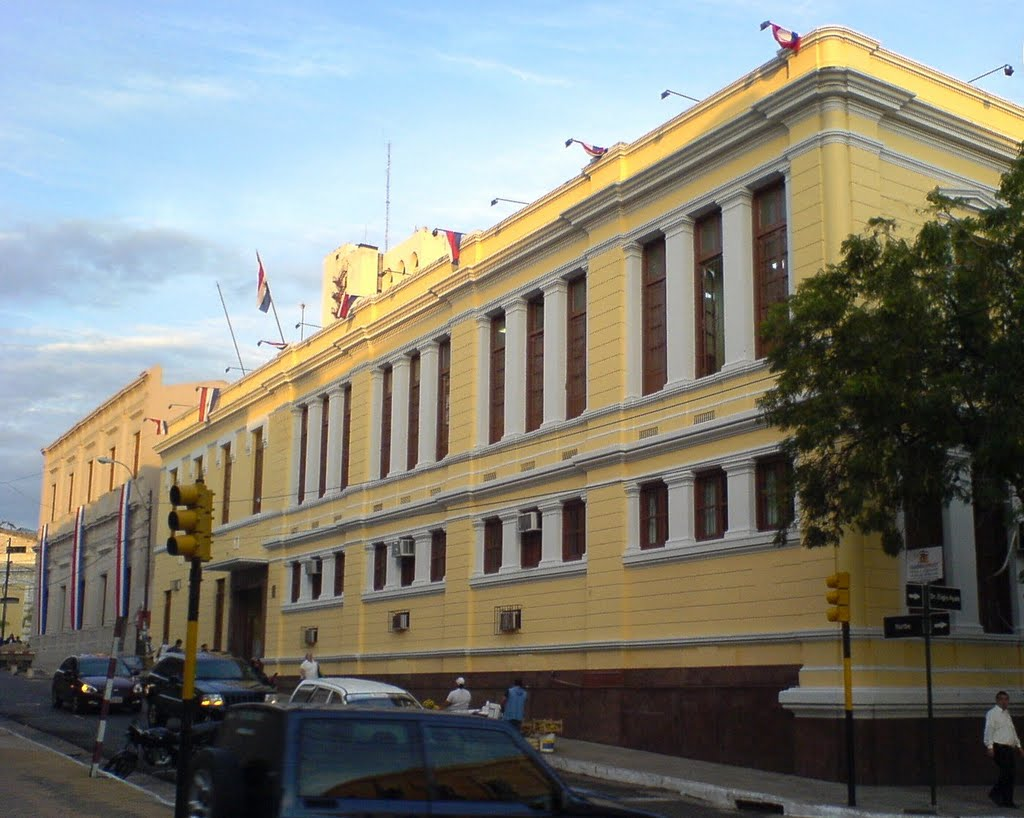
Edificio del Colegio Asunción Escalada

El 10 de febrero de 1938 el gobierno paraguayo promulgó el decreto N.º 4.369 por el cual se creaba el «Colegio Nacional de Niñas». Este decreto lleva la firma del entonces Presidente Provisional de la República Dr. Félix Paiva.
En un párrafo del mencionado decreto se justifica la necesidad de estimular la formación de la juventud femenina considerando: «Que las exigencias de la sociedad moderna, el progreso de la civilización industrial bajo el impulso de nuevas condiciones económicas(…) hace indispensable que se facilite a la mujer los medios necesarios para que no sea vencida en la lucha por la vida que ella emprende con igual tenacidad que el hombre…»

## Colegio mixto
El 9 de febrero de 2004 por resolución N.º 43, la ministra de Educación y Cultura, la Dra. Blanca Ovelar de Duarte autoriza la inscripción de los varones en el nuevo denominado Colegio Nacional de EMD «Asunción Escalada». Y así, luego de 66 años de formar exclusivamente a la población femenina, el colegio retoma su carácter inicial de educar a varones y mujeres en igualdad de oportunidades.
Esta decisión trajo consigo múltiples posturas, por un lado se encontraban los que aplaudían el proceso de integración; aunque también algunos padres repudiaron la acción y retirararon a sus hijas de la casa de estudios.

## Ubicación
El Colegio Nacional de Niñas abrió sus puertas en el edificio que se encuentra ubicado en la intersección de las calles Iturbe y Fulgencio R. Moreno, donde funcionó desde 1938 a 1952, año en que pasó a ocupar el local actual que fuera asiento del Colegio Nacional de la Capital.
El 17 de febrero de 1992, el Dr. Horacio Galeano Perrone, declara al Colegio Nacional de Niñas como único dueño de su actual local, situado en las calles Iturbe y Eligio Ayala, lugar donde se encuentra en la actualidad.
En el predio del colegio se encuentra un salón multiusos llamado «Emilio Biggi», dominio del cual ha estado por mucho tiempo en litigio entre la Institución y el Ministerio de Educación. Actualmente el salón multiusos pertenece al Conservatorio Nacional de Música (CONAMU).

## Himno
Por iniciativa de la primera directora de la institución Prof. Wil Carísimo de Ávalos fue creado el Himno del Colegio Nacional de Niñas. La letra es original del «Poeta de la Ciudad» Don Francisco Ortiz Méndez y la música pertenece al célebre compositor Don Remberto Giménez.
Este himno ya no es entonado oficialmente desde el 2004, debido a que la letra del mismo hace exclusiva referencia a la educación de mujeres; de igual forma, despierta la nostalgia de las exalumnas de la Institución quienes fervorosamente lo entonan en los desfiles que se organizan generalmente para las fiestas patrias, cada año.

## Actualidad
En la actualidad cuenta con una cantidad importante de estudiantes, en los turnos mañana y tarde, se implementan los Bachilleratos: Científico con énfasis en Ciencias Básicas, Ciencias Sociales y Artes y Letras, así como los Técnicos en Administración de Negocios, Contabilidad, Informática y Química Industrial.
Hoy, el CNAE sigue creciendo, teniendo 87 años de vida hasta hoy.
Cuenta con:
- E.E.B. (Educación Escolar Básica) - (7.º al 9.º grado),
- Bachilleratos Técnicos (Administración de Negocios, Contabilidad, Informática y Química Industrial)
- Bachilleratos Científicos (Ciencias Sociales, Ciencias Básicas y Artes)

## Uniforme

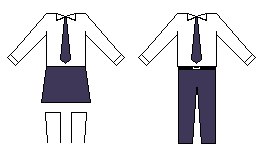
Uniforme de la institución.

El uniforme escolar es obligatorio en todos los cursos. Se compone para los alumnos de un pantalón azul marino, una camisa blanca, y una corbata también azul marino; en cuanto a las alumnas estas usan falda azul marino, camisa blanca, corbata azul marino y las medias blancas.
El uniforme deportivo general consiste en un buzo azul con una franja celeste al costado en el pantalón, y tres rayas celestes en el lado derecho en la campera y en el lado izquierdo de esta la insignia de la institución, debajo de la campera utilizan una remera blanca con el cuello y la punta de la manga en azul y la insignia del colegio en el pecho del lado izquierdo.
Suele permitirse el uso de las remeras con el diseño de las Justas Deportivas y Culturales, que se realizan cada año, y cuyos colores representan un equipo en las mismas. Estos colores son elegidos cada año por el Centro de Estudiantes de la institución. 

## Lista de directoras
| #  | Nombre                        | Periodo              |
| -- | ----------------------------- | -------------------- |
| 1  | Wil Carísimo de Ávalos        | 1938-1941            |
| 2  | Lidia Velázquez               | 1941-1944            |
| 3  | Concepción Rojas              | 1945-1946            |
| 4  | Edelmira Gonález de Almeida   | 1946-1982            |
| 5  | Nancy Riquelme de Pistilli    | 1983-1985            |
| 6  | Etelvina Miranda de Alvarenga | 1985-1993            |
| 7  | Odila Pereira de Cazenave     | 1994-1999            |
| 8  | Margarita Paniagua            | 2000-2002            |
| 9  | Anatalia Coronel de Vuyk      | 2002-2008            |
| 10 | Graciela Aquino de Bento      | 2008-2009            |
| 11 | Ada Luz Paredes Insfrán       | 2009-2010            |
| 12 | Carmen María Jiménez Céspedes | 2010-2011            |
| 13 | Nilda Beatriz Zárate Pereira  | 2011-2016            |
| 14 | Sonia Rocío Alonso Sosa †     | 2017-2018            |
| 15 | Alice Beatriz Leguizamón Jara | 2018-2022            |
| 16 | Rosario Argüello              | 2022-2023            |
| 17 | Lourdes Carolina Casco Colman | 2024 - 2025          |
| 18 | Intervención M.E.C.           | 2025 (abril a julio) |

## Actividades deportivas y científicas

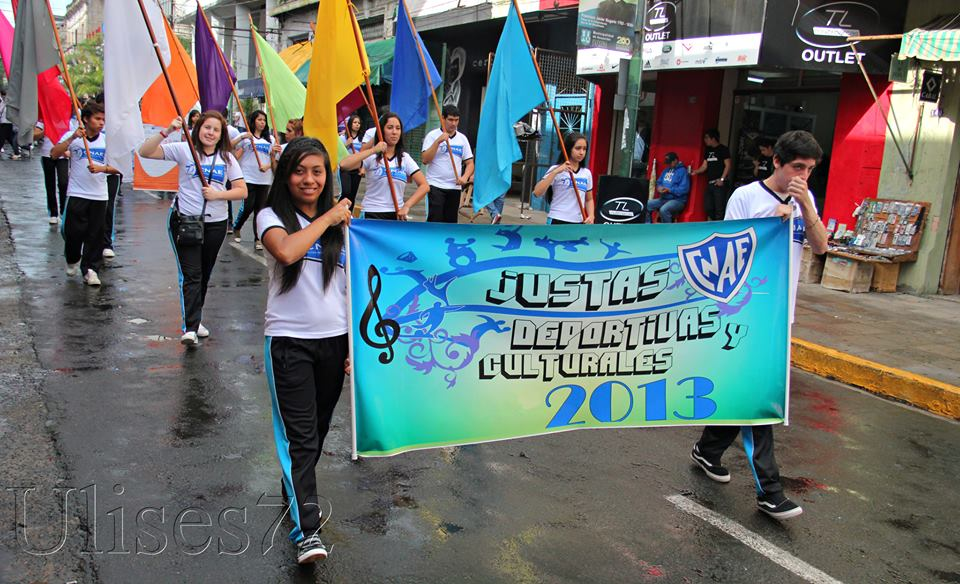
Apertura de las Justas Deportivas CNAE 2013

En el CNAE se realizan varias actividades que fomentan el deporte, así como ferias científicas que atraen la atención de todo el alumnado.
- Justas Deportivas y Culturales: Se forman equipos representados con un color (rojo, amarillo, azul, gris, blanco, turquesa, negro, verde o violeta) entre varios cursos que compiten entre sí con categorías como: fútbol, voleibol, baloncesto, balonmano, atletismo, natación, ciclismo, ajedrez, justas del saber, safari, entre otros). Se destaca la edición del año 2013 por haber captado el interés de profesores y alumnos por igual, así como por la alta participación.
  - ExpoCNAE: Se realiza generalmente a finales de cada año lectivo. Los alumnos de diferentes especialidades, en especial los bachilleratos técnicos en Informática y Química Industrial, exhiben los avances realizados en sus proyectos de ciencias y tecnología. La feria, que se realiza con el objetivo de promocionar la actividad científica de los alumnos del CNAE, da la oportunidad a los estudiantes de llevar sus proyectos al nivel internacional en representación de nuestro país.
- Ciencap:  Desde 2005, la Ciencap ofrece en exhibición varios proyectos realizados por alumnos de Paraguay y otras naciones, acerca de ciencias y tecnología. Esta feria internacional organizada por el CNAE da el espacio y la oportunidad a los jóvenes, en su mayoría de Latinoamérica, en proyectos científicos innovadores mientras promociona la inclusión intercultural a través del compañerismo.
- Desfile: En el 2018, participó del desfile por sus 8 décadas sobre la Calle Palma, en donde estuvieron presentes exalumnos, directivos, entre otras autoridades.[5]
- Visita a Cámara de Senadores: En el 2019, alumnas del colegio realizaron una visita a la Honorable Cámara de Senadores, para presentar su proyecto denominado «Aspersor Bactericida».[6]